# Freek van Muiswinkel (acteur)
Frederik Leendert (Freek) van Muiswinkel (Goedereede, 16 augustus 1935 – Bloemendaal, 25 augustus 1999) was een Nederlands acteur.

## Biografie
Van Muiswinkel werd geboren in Goedereede. Na zijn middelbare school en nog een opleiding ging hij in 1965 werken bij diverse bedrijven. Pas op latere leeftijd begon hij met acteren. Hij speelde rollen op televisie en in het theater, maar werd vooral bekend vanaf oktober 1995 door zijn rol van wachtcommandant Thijs Jochems in de RTL 4-televisieserie Baantjer. Toen bij hem alvleesklierkanker werd geconstateerd, was hij bezig met de opnamen voor het vijfde seizoen en de televisiefilm Baantjer: De Cock en de wraak zonder einde. Hij was net als zijn zoon, de cabaretier Erik van Muiswinkel, een groot liefhebber van cricket. Van Muiswinkel overleed uiteindelijk op 64-jarige leeftijd, kort voor de première van de tv-film, aan de slopende ziekte.

## Filmografie

### Film
- Baantjer: De Cock en de wraak zonder einde (1999) - Thijs Jochems
- Lang leve de koningin (1995) - dokter
- Flodder 3 (1995) - Man in auto
- De kleine blonde dood (film) (1993)

### Televisie
- Zebra (1998) - Lou
- Otje (1998) - meneer Pardoes
- Baantjer (1995-2006) - Thijs Jochems (1995-1999)
- Goede tijden, slechte tijden (1990) - Brink (1995)
- Medisch Centrum West (1993) - Toon Bartels
- Oppassen!!! (1995) - als huisarts afl. 91

### Toneel
- Moord in de Kathedraal (1992) Haarlems Toneel[1]

### Gastrollen
- Pleidooi (1993-1995) Seizoen 3 aflevering 2 - Paul van Zomeren
- Kats & Co (1994) - Van Cleef
- Coverstory (1993-1995) - 1993 - agent
- Flodder (1993) - aflevering Korte metten - Buurtbewoner
- Flodder (1994) - aflevering Op heterdaad - Buurtbewoner
- 12 Steden, 13 ongelukken (1994) - aflevering Almere - Spaans voor beginners - campinggast
- Flodder (1999) - aflevering Huisbezoek - Brandweercommandant (opgenomen in 1997)
- Unit 13 (1999) - aflevering De lachende derde - Van Dam